# Parti démocratique seychellois
Die Parti démocratique seychellois (Seychelles Democratic Party, SDP) war eine politische Partei in den Seychellen. Sie wurde 1963 vom ehemaligen Präsidenten James Mancham gegründet. En regierte das Land von 1976 bis 1977. Nach einer Zeit im Exil in Großbritannien kehrte Mancham während des demokratischen Übergangs 1993 zurück. Er hielt die Parteiführung der SDP bis Februar 2005, wonach Nichol Gabriel sein Nachfolger wurde. Paul Chow wurde im März 2006 Parteipräsident.
Nach den Parlamentswahlen in den Seychellen 2002 war die Partei nicht mehr im Parlament. Sie errang nur 3,1 % der Stimmen. 2007 vereinigte sie sich mit der Seychelles National Party.